# Oomyzus pegomyae
Oomyzus pegomyae är en stekelart som beskrevs av Graham 1991. Oomyzus pegomyae ingår i släktet Oomyzus och familjen finglanssteklar.
Artens utbredningsområde är:
- Tyskland.
- Ungern.

Inga underarter finns listade i Catalogue of Life.